# 杨集镇 (方城县)
杨集镇，原为杨集乡，是中华人民共和国河南省南阳市方城县下辖的一个乡镇级行政单位。2018年撤乡设镇。区划代码改为411322112。

## 行政区划
杨集镇下辖以下地区：
大河口村、尹店村、三道河村、王保河村、崔洼村、付庄村、刘沟村、小河里村、唐楼村、大孟庄村、胡岗庄村、五里庄村、大何庄村、田庄村、秦罗庄村、大朱庄村、五龙庙村、孙权庄村、杨集村、李楼村、党庄村、河坡村、尹庄村、董楼村、范营村、花沟村、张庄村、邢庄村、刘庄村、代庄村、郭庄村、尤庄村、官庄村、王庄村、张楼村和西桥村。